# Kriegerbestattung Putensen Grab 150
Koordinaten: 53° 11′ 14,2″ N, 10° 12′ 25,4″ O
Die Kriegerbestattung von Putensen Grab 150 ist die Bestattung eines überaus wohlhabend ausgestatteten Fürsten aus dem 1. Jahrhundert, die 1956 auf dem Brandgräberfeld von Putensen in der niedersächsischen Gemeinde Salzhausen gefunden wurde. Das Grabinventar wird in der Dauerausstellung des Archäologischen Museums Hamburg in Hamburg-Harburg gezeigt.

## Fund
Das Grab wurde 1956 auf dem Brandgräberfeld der Gräberfelder von Putensen in etwa 100 cm Tiefe aufgedeckt. Über der in einem großen römischen Bronzekessel angelegten Bestattung lagen zwei weitere einfacheren Nachbestattungen Nr. 149 und 151. An der südwestlichen Seite des Kessels lagen mehrere große Steine mit Gewichten bis zu 50 kg. Die Funde wurden nach der Bergung im Römisch-Germanischen Zentralmuseum Mainz geröntgt, freipräpariert und konserviert.

## Befunde
Der als Bestattungsurne verwendete Bronzekessel war im Inneren bis 10 cm unterhalb der Öffnung mit Leichenbrand und Grabbeigaben angefüllt. Reste verwitterten Holzes auf dem Mündungsrand und dem Kesselinhalt deuten darauf hin, dass dieser mit einem vergangenen hölzernen Deckel abgedeckt war. Auf dem Leichenbrand lagen das in zwei Teile zerbrochene Schwert in Ost-West-Richtung an der Kesselwandung, die an dem Schildbuckel angerostete Lanzenspitze, ein Messer mit bronzebeschlagenem Griff und beide Kasserollen (lat. paterae) mit dem Boden nach oben und dem Griff in Richtung Kesselmitte. Alle übrigen Beigaben waren zusammen mit Teilen des Leichenbrandes, Textilien, Holz und Ledergegenständen zu einer rostdurchtränkten kompakten Masse verklumpt.

### Anthropologische Befunde
Von dem Verstorbenen ist lediglich der 1860 g wiegende Leichenbrand erhalten. Aus dem Skelett lagen noch einige größere Knochenfragmente vor, die von Günter Bräuer zu einer anthropologischen Untersuchung herangezogen werden konnten. Die Ergebnisse sind aufgrund der nur fragmentarisch vorliegenden stark verkohlten Knochenstücke nur bedingt sicher ableitbar. Nach der Gesamtdiagnose aller vorliegenden, verwertbaren Knochenfragmente handelt es sich bei dem Bestatteten um einen jungen, höchstwahrscheinlich männlichen Erwachsenen zwischen 20 und 30 Lebensjahren. Überzählige Knochenstücke wurden nicht identifiziert, was gegen eine Doppelbestattung, beispielsweise eines Erwachsenen zusammen mit einem Kind sprechen würde.

### Beigaben

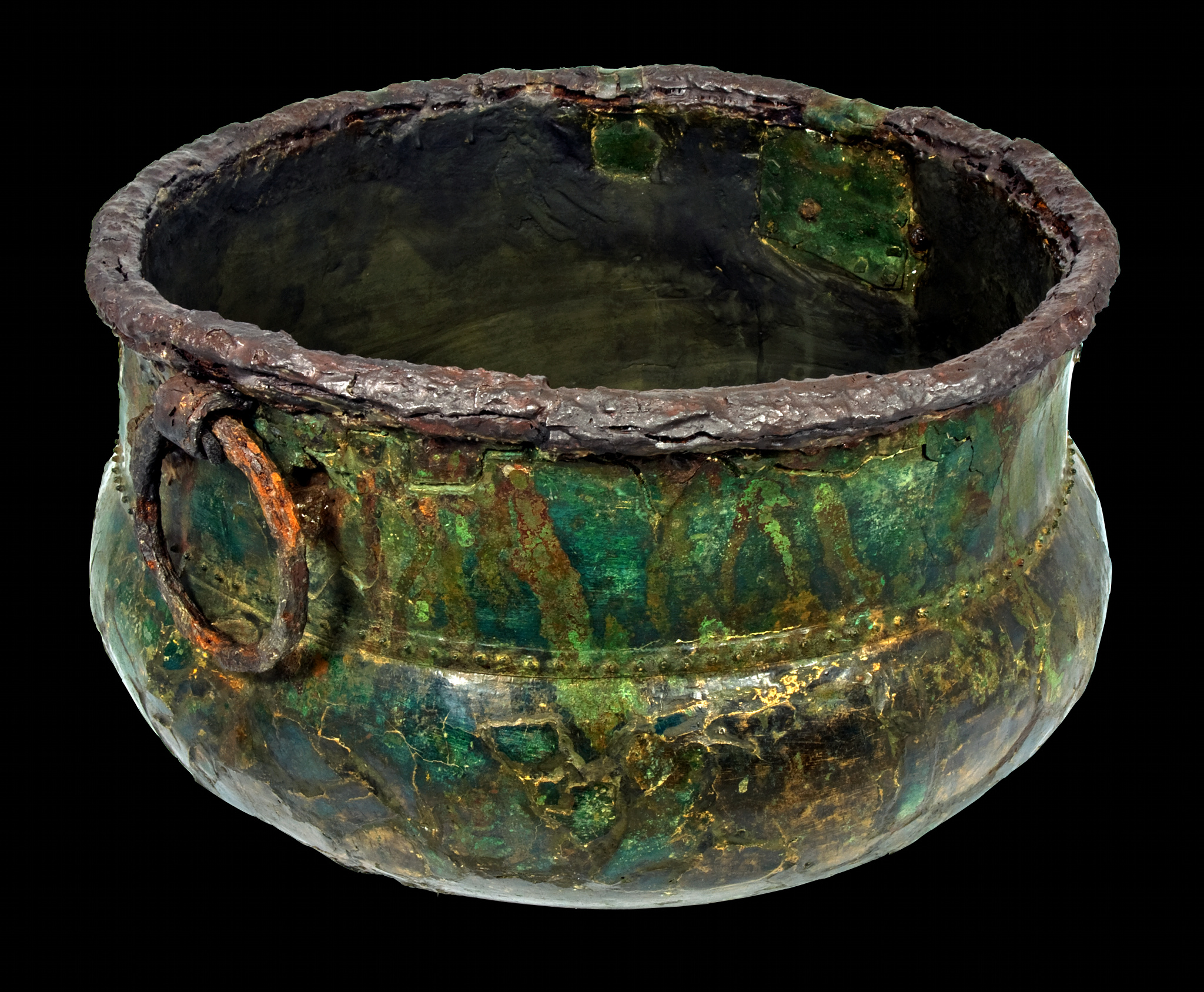
Als Urne verwendeter römischer Bronzekessel

Die Beigaben bestanden im Einzelnen aus einem römischen Bronzekessel, zwei römischen Kasserollen, einem zweischneidigen Schwert mit Resten der eisernen Schwertscheide, einer Lanzenspitze, Überresten eines Schildes, einem Messer mit bronzebeschlagenem Griff, drei Paar Reitspornen, acht Fibeln, einer silbernen Nadel, einer eisernen Gürtelschnalle, den bronzenen Beschlägen zweier unterschiedlich großer Trinkhörner, vier bronzenen Riemenzungen sowie zahlreichen Textil- und Ledergegenständen. Alle Metallgegenstände sind mehr oder weniger stark oxidiert und patiniert.
- Der bronzene Kessel vom Typ Eggers 8 hat einen bauchigen Körper von etwa 50 cm Durchmesser, einen eingezogenen Hals mit einem Mündungsdurchmesser von etwa 43 cm. Die Höhe des Kessels beträgt etwa 33 cm. Der Mündungsrand war durch einen aufgesetzten rhombischen Eisenring verstärkt. Zwei große Eisenringe dienten als Tragevorrichtung, diese waren in röhrenförmig gebogene, an der Kesselwand angenietete, Eisenbleche eingehängt. Unterhalb der Aufhängung verhinderten je zwei an dem Kesselhals angenietete eiserne Knaggen das Anschlagen der Eisenringe an der Kesselwand. Der Kessel selbst war aus einem ring- und einem schalenförmig ausgetriebenem Bronzeblech zusammengesetzt, die unterhalb des Halses mit zahlreichen Nieten verbunden waren.[3] Für diese Nieten wurden Streifen aus dünnem Bronzeblech geschnitten, aufgerollt und zu einer Tüte gebogen. Diese wurden von innen in das Nietloch der beiden Bronzebleche gesteckt und vernietet. Die dünne Kesselwand weist mehrere Flickstellen auf, die durch aufgenietete Bronzebleche verschlossen wurden.[7] Eine materialwissenschaftliche Analyse des Kesselbodens am Württembergischen Landesmuseum ergab, dass für den Boden eine Bronze mit 9,3 % Zinn verwendet wurde, die für Treibarbeiten eher ungeeignet war.[8]
- Das eiserne zweischneidige Schwert war vor der Beisetzung in zwei Teile zerbrochen worden. Das obere Bruchstück misst 380 mm, das untere 210 mm. Die Spitze mit dem Ortband ist nicht mehr erhalten, die rechteckige Griffangel hat eine Länge von 108 mm und ist rechtwinklig von der Klinge abgesetzt. Auf den Oberflächen der Klingenbruchstücke sind Textilreste angerostet.[3]
- Die Lanzenspitze hat ein schmales Blatt mit Mittelgrat bei einer Länge von 350 mm. An der Spitze der Lanze haften einige Gewebereste.[3]
- Der Schild bestand aus einem eisernen Stangenschildbuckel mit einem Durchmesser von 140 mm und einer Höhe von 112 mm. Am Rand sind zwei eiserne Nieten mit bronzeüberzogenen Köpfen erhalten. Auch hier sind größere Textilreste angerostet. Die Schildfessel ist größtenteils durch Rost zerstört, sie war mit zwei Nieten mit bronzeblechüberzogenen Köpfen am Schild befestigt, das rautenförmige Griffstück trug eine Punktaugenverzierung. Vom Schildrandbeschlag ist ein eisernes Bruchstück mit einer runden Nietplatte erhalten.[3]
- Das Messer hat eine Länge von 265 mm und weist eine sich fast gerade zur Spitze verjüngende Klinge auf. Der vollständig vorhandene Holzgriff zerfiel jedoch bei der Bergung. Der Griff war von einem vierarmigen profilierten Bronzebeschlag umfasst, dessen Arme in zierlichen Tierköpfen auslaufen. Jeder Arm ist an drei Stellen mit halbkugeligen Nieten an dem Griffholz angenietet. Bei einer historischen Reparatur wurde oberhalb der Tierköpfe ein zusätzliches Bronzeband um den Griff befestigt, um möglicherweise die unter den Tierköpfen liegende Griffzwinge zu verstärken.[3]

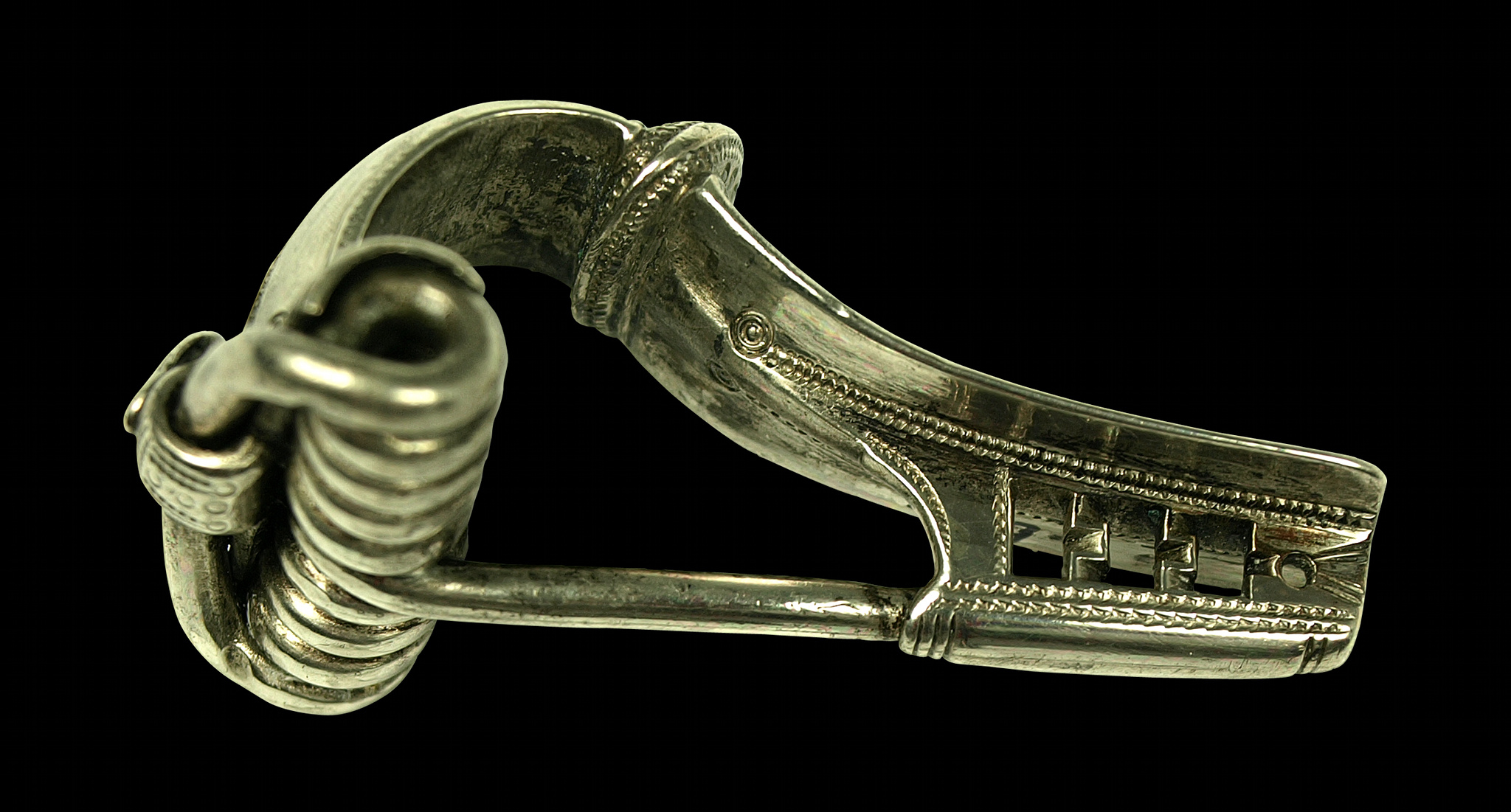
Unterseite einer der silbernen Rollenkappenfibeln

- Das Grab enthielt die vergleichsweise ungewöhnlich große Menge von acht Fibeln. Darunter befinden sich vier silberne Rollenkappenfibeln, je zwei vom Typ Almgren II,24 und zwei II,37, zwei kräftig profilierte silberne Fibeln des Typs Almgren IV,69, eine kräftig profilierte bronzene Fibel des Typs Almgren IV,67 und eine eiserne Rollenkappenfibel des Typs Almgren II,28. In der Regel wurden Verstorbenen eine oder zwei Fibeln mitgegeben, größere Anzahlen sind dagegen äußerst selten.[6] An den silbernen Fibeln des Typs Almgren II,37 waren an den Nadelapparaten aus Zwirn hergestellte Ösen und an einer Fibel Gewebereste aus pflanzlichem Material erhalten, die jedoch bei der Konservierung zerfielen. An der Nadel der eisernen Fibel Almgren II,28 hafteten noch Reste der Falte eines Wolltuchs. Im Gegensatz zu den übrigen Fibeln wies die kräftig profilierte bronzene Fibel des Typs Almgren IV,67 Einwirkungen von Feuer auf.[3]
- Die silberne Nadel hat eine Länge von 132 mm, das Öhr ist leicht verdickt und wurde in den Schaft eingeschlagen. Es weist beidseitig ein feines Punzdekor auf.[3]

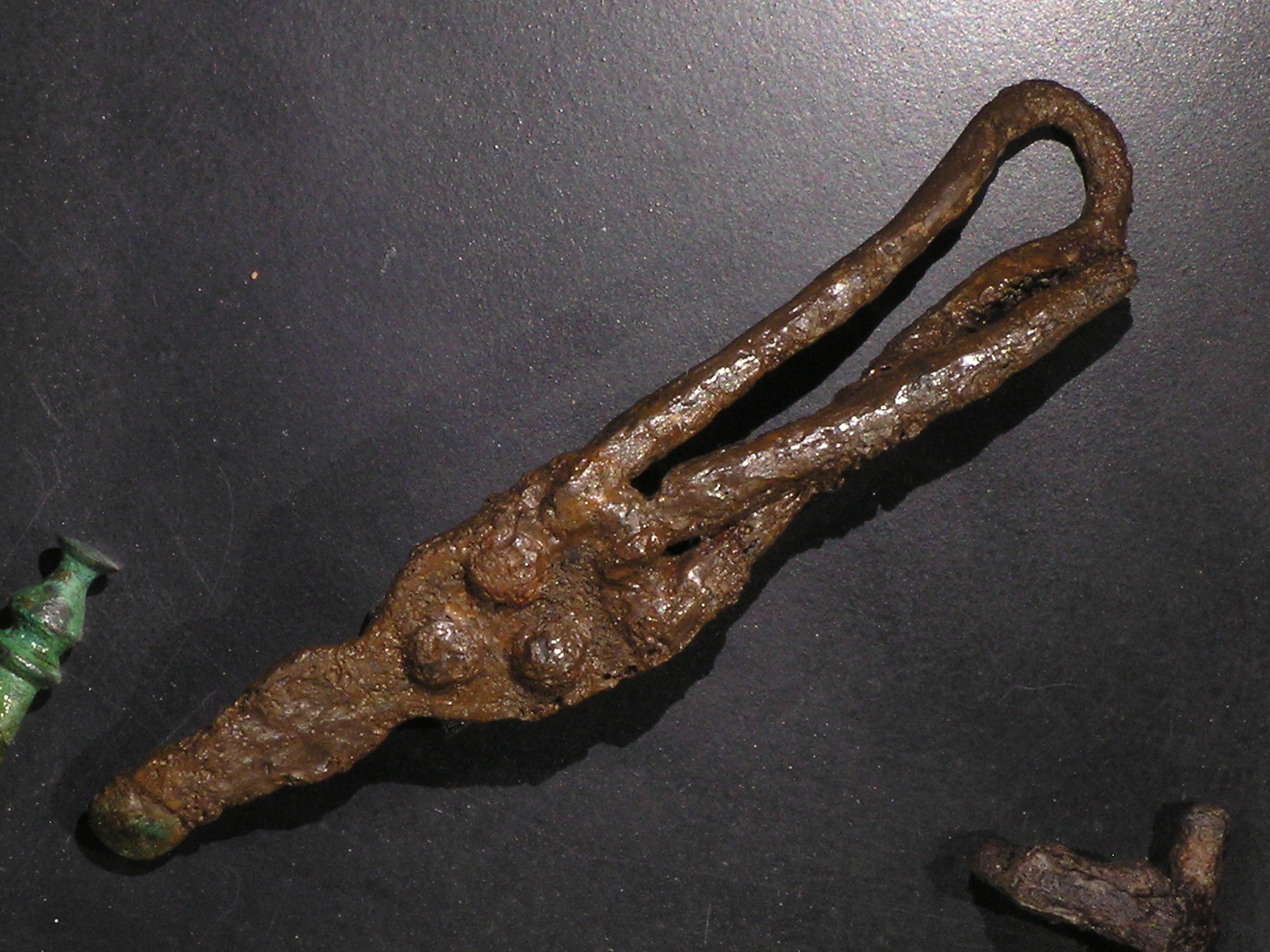
Die eiserne Gürtelschnalle

- Die Gürtelschnalle besteht aus Eisen, der Bügel hat eine achtförmige Kontur und ist zusammen mit dem Dorn an einer profilierten Eisenbeschlagplatte montiert. Die Gesamtlänge der Gürtelschnalle beträgt 166 mm. Die Beschlagplatte verjüngt sich zum Ende hin. Hinter dem Bügelscharnier war die Platte mit drei eisernen Nieten, am Ende mit einem bronzenen Niet mit halbkugeligen Köpfen auf dem vergangenen Gürtelleder aufgenietet.[3]
- Ebenso ungewöhnlich wie die große Zahl Fibeln ist die Beigabe von drei paar Reiterspornen. Diese bestehen aus einem Paar Kopfsporen mit bronzenen Fersenbügeln. Die dreieckigen, eisernen Dorne sind auf einem Wulst auf dem Bügel montiert, die Bügel enden in einfachen Knöpfen und tragen auf der Oberseite ein eingepunztes Rillendekor. Die anderen beiden Spornpaare sind Stuhlsporne. Eines der Paare besteht aus Eisen, es hat trapezförmige Platten und ist sehr stark vom Rost beschädigt. Das zweite Paar Stuhlsprone besteht aus Bronze. Seine trapezförmigen Platten sind leicht gewölbt, an den Seiten mit eingepunzten Streifen verziert und tragen leicht gekrümmte Dorne. Diese waren auf 23 mm breiten Lederstreifen mit viereckigen Beschlagplatten aufgenietet.[3]
- Insgesamt wurden aus einem größeren Rostklumpen vier trapezförmige Riemenzungen von ursprünglich 44 mm Länge herauspräpariert. Die Beschläge tragen an ihren breiten Enden einen Nietstift und die Ränder sind mit eingepunzten Rillen eingefasst. Nur eine Riemenzunge ist vollständig erhalten, die restlichen liegen fragmentiert vor.[3]
- Die bronzenen Beschlagsätze der beiden Trinkhörner bestehen aus pokalfrömigen Endbeschlägen von etwa 39 mm Länge und 11 bzw. 13 mm Tüllendurchmesser, Resten der rinnenförmigen Randbeschläge, zwei Ringen mit Durchmessern von 35 mm mit je einer eingehängten Zwinge und zwei Ringen mit Resten von je zwei eingehängten Zwingen.[3]

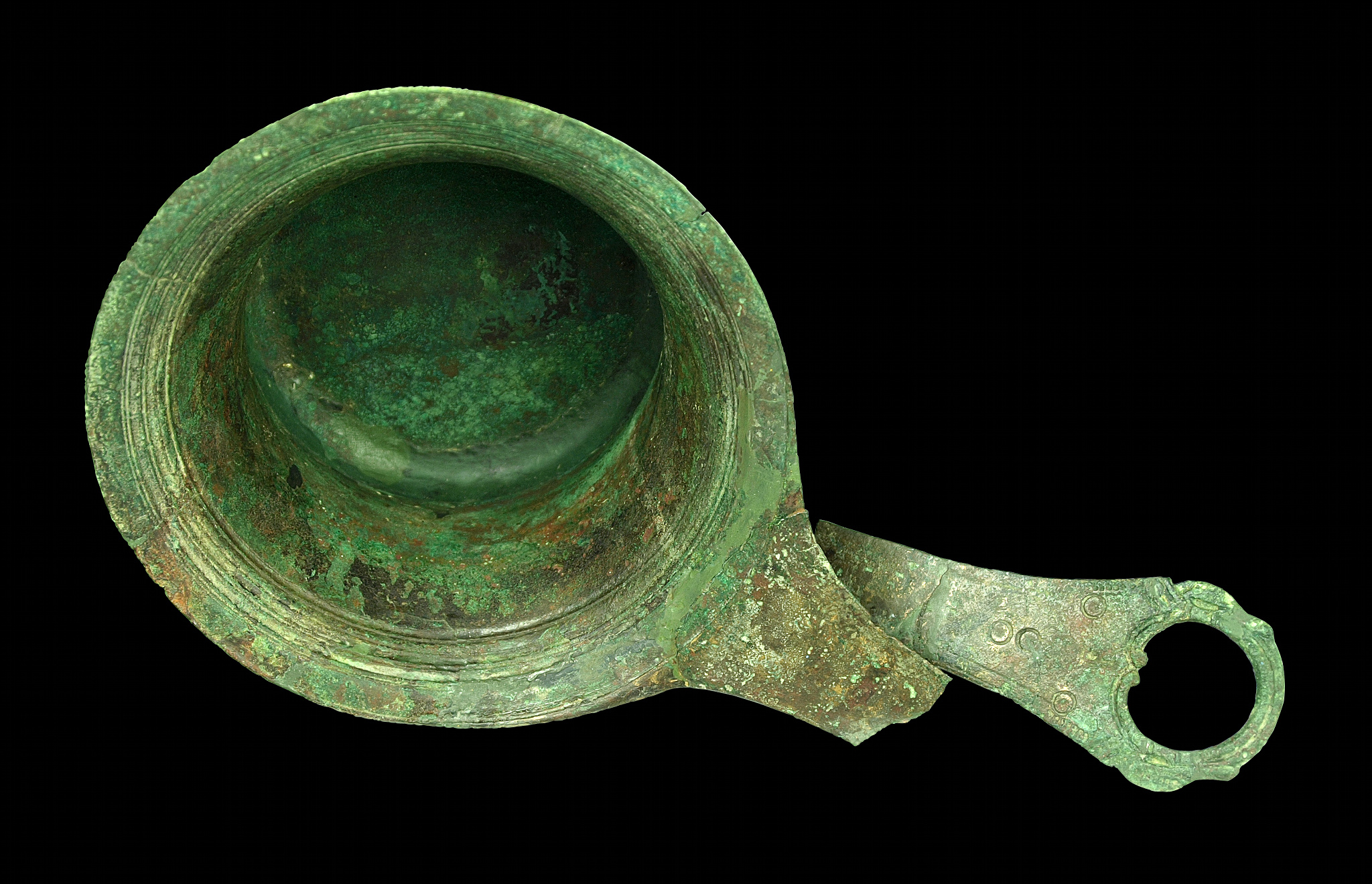
Kasserolle mit Schwanenkopfgriff

- Die beiden Kasserollen bestehen aus Bronzeblech und entstammen römischer Produktion. Die Kasserolle mit dem halbrunden Loch im Griff hat einen Durchmesser an der Standfläche von 86 mm und eine Höhe von 90 mm bei einem Gewicht von 290 g und 940 ml Inhalt. Die freie Fläche des Griffes ist von einem siebenstrahligen fächerförmigen Ornament verziert. Entlang der Griffmitte verläuft ein Pinienstabmotiv, die Griffränder sind von einer erhabenen Leiste aus quadratischen Punkten eingefasst. Unter dem Rand trägt das Gefäß drei eingedrehte Rillen und auf dem Boden drei herausgedrehte konzentrische Kreise. Das Innere des Gefäßes ist mit zwei konzentrischen Kreisen verziert. Die zweite Kasserolle hat einen Schwanenkopfgriff mit einem nahezu runden Loch. Unterhalb des Loches befinden sich als Verzierung vier Kreise in einer kartuschenähnlichen Umrandung. Diese Kasserolle hat einen Durchmesser an der Standfläche von 98 mm, eine Höhe von 74 mm bei einem Gewicht von 160 g und einem Inhalt von 560 ml. Die Gefäßwand ist leicht geschweift mit einem rundlich auslaufenden Boden, der durch zwei eingedrehte Rillen abgesetzt ist. Der Boden wird von zwei konzentrischen Kreisen verziert.[3]
- Daneben wurden zahlreiche an Metallobjekten festkorrodierte Textilreste geborgen, die jetzt als Metallkorrosionsprodukt vorliegen, sowie weitere kleine Metallfragmente, die jedoch keinen weiteren Geräten eindeutig zugeordnet werden können.[3]

### Datierung
Die Datierung der Grablege erfolgte typologisch aufgrund der charakteristischen Waffenausstattung, der Kasserollen und Fibeln in die Zeit um 50 n. Chr. Naturwissenschaftliche Datierungen mittels Dendrochronologie oder Radiokohlenstoffdatierung waren bisher aufgrund der schlechten Erhaltung organischer Materialien im Grab nicht möglich.

## Deutung
Die Kriegerbestattung von Putensen Grab 150 gehört zu den frühesten Gräber auf dem Brandgräberfeld. Die auffällig umfangreiche Beigabenausstattung mit zum Teil mehreren gleichen Gegenständen, wie acht Fibeln oder drei Sporenpaaren, ist im Vergleich zu zeitgleichen Bestattungen ungewöhnlich. Fehlende Brandspuren an zahlreichen Fibeln zeigen, dass der Tote bei der Kremierung lediglich die Bronzefibeln trug, die übrigen Fibeln gelangten unverbrannt in das Grab. Ähnlich reich ausgestattete Gräber mit mehrfachen Ausrüstungsteilen liegen nur selten vor. Männerbestattungen mit mehreren Fibeln sind beispielsweise aus den Fürstengräbern von Marwedel, Hoby bei Maribo auf der dänischen Insel Lolland oder Prag-Bubeneč bekannt. Über die Funktion der überzähligen Fibeln gibt es keine gesicherten Hinweise, jedenfalls waren sie in dieser Anzahl nicht Teil der üblichen Tracht. Die wertvollen Importgefäße wie der Bronzekessel oder die Kasserollen könnten ein Hinweis sein, dass der Bestattete in römischen Diensten stand oder enge Kontakte in den römischen Einflussbereich hatte. Sicher scheint jedoch, dass er einen höheren sozialen Status in seiner Gemeinschaft innehatte und möglicherweise den Rang eines Fürsten bekleidete, mit Sicherheit gehörte er zum höheren Adel in seinem Umfeld. Das Gewicht des erhaltenen Leichenbrandes von 1860 g ist für einen einzelnen erwachsenen Menschen relativ hoch, sollte dieser nur ein Individuum beinhalten, so würde es sich um den nahezu vollständigen Leichenbrand eines Mannes handeln. Die Geschlechtsbestimmung als männlich erfolgte primär aufgrund der Beigaben- und insbesondere der Waffenausstattung, diese wird aber auch durch die anthropologischen Befunde gestützt.